# Batalla de Chanteloup

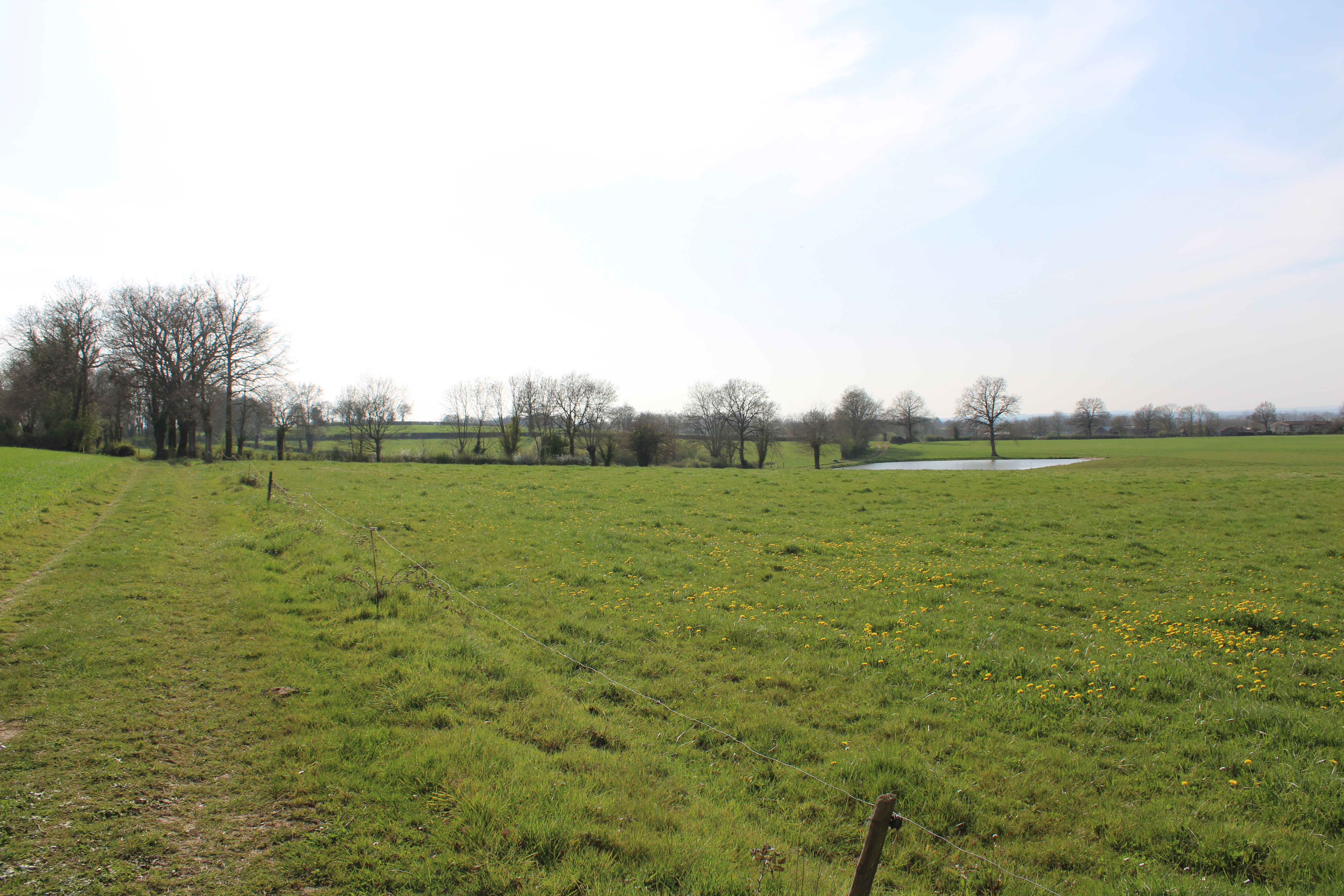
Paisatge probable de la batalla de Chanteloup, a les altures de Courlay, al llarg de l'antiga carretera Moncoutant-Chanteloup.

La batalla de Chanteloup va tenir lloc als territoris de les comunes de Courlay i Chanteloup, el 10 de juliol de 1794 durant la guerra de Vendée.

## Procés
El 10 de juliol de 1794, el general republicà Louis Bonnaire va abandonar el camp de La Châtaigneraie i va anar a Chanteloup. Segons el diari d'André Mercier du Rocher[nota, 1] la seva columna era de 2.000 infants i 300 cavalls.
Els republicans van atacar una tropa de Vendéans de l'exèrcit de Richard estimada entre 1.000 i 1.200 homes per Bonnaire, però reduïda a 500 per Mercier du Rocher. Aquest últim va quedar emboscat fora de la població i va repel·lir una primera ofensiva. Bonnaire reuneix les seves tropes i llança un segon atac que fa fugir els Vendéans.

## Pèrdues
Segons l'informe[nota, 2] de Bonnaire, les pèrdues de les seves tropes van ser de quatre morts i deu ferits lleus, enfront dels 60 homes dels rebels, entre ells un líder sobrenomenat La Rochejaquelin.

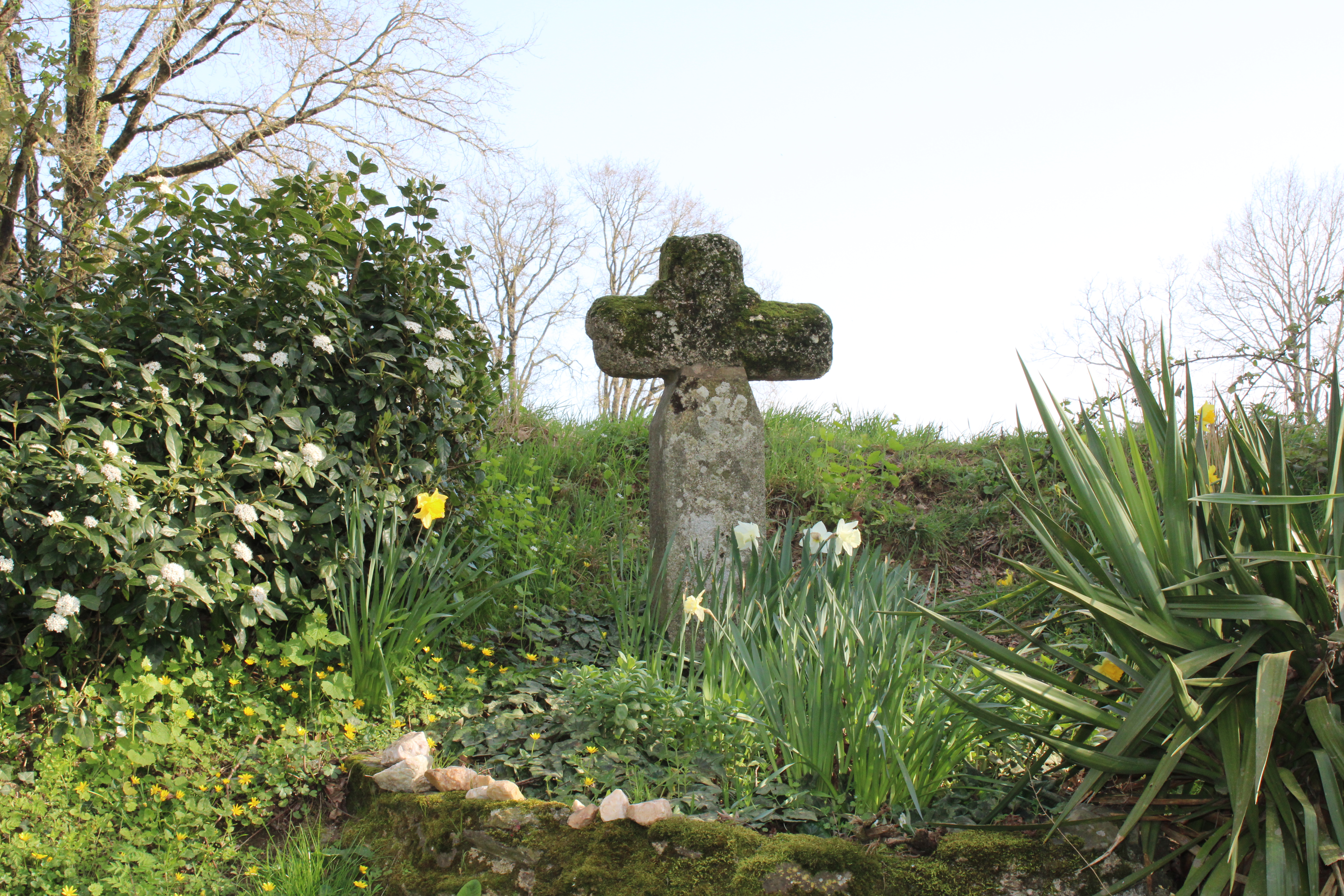
Creu dels Xouans

## Memòria
Avui, al territori de Courlay, una creu anomenada "croix des chouans", probablement situada al lloc dels combats, és testimoni d'aquest fet. Un capellà hauria estat enterrat sota aquesta creu, probablement es tractaria d'un capellà mort durant el combat. Al costat hi havia un plafó explicatiu que relatava la batalla.